# Oliver Norwood
Oliver James Norwood (ur. 12 kwietnia 1991 w Burnley) – północnoirlandzki piłkarz występujący na pozycji pomocnika. Zawodnik Sheffield United.

## Kariera klubowa
Norwood urodził się w Anglii w rodzinie północnoirlandzkiego. Treningi rozpoczął w 1998 roku w Manchesterze United. W listopadzie 2007 roku zadebiutował w rezerwach tego klubu. W 2009 roku został włączony do pierwszej drużyny Manchesteru. We wrześniu 2010 roku został wypożyczony na miesiąc do Carlisle United z League One. W tych rozgrywkach zadebiutował 18 września 2010 roku w zremisowanym 0:0 pojedynku z Brighton & Hove Albion. Podczas pobytu w Carlisle, rozegrał tam 6 spotkań. W październiku 2010 roku wrócił do Manchesteru.

## Kariera reprezentacyjna
Norwood jest byłym reprezentantem Anglii U-17. W 2009 roku zadebiutował w reprezentacji Irlandii Północnej U-21, a rok później w U-19. W pierwszej reprezentacji Irlandii Północnej zadebiutował natomiast 11 sierpnia 2010 roku w przegranym 0:2 towarzyskim meczu z Czarnogórą.